# Yarmouth (hrabstwo)
Yarmouth – historyczne hrabstwo (geographic county) kanadyjskiej prowincji Nowa Szkocja z ośrodkiem w Yarmouth, powstałe w 1836, współcześnie jednostka podziału statystycznego (census division). Według spisu powszechnego z 2016 obszar hrabstwa to: 2125,70 km², a zamieszkiwało wówczas ten obszar 24 419 osób.
Hrabstwo, którego nazwa pochodzi od miana stolicy, zostało wydzielone w 1836 z hrabstwa Shelburne.
Według spisu powszechnego z 2011 obszar hrabstwa zamieszkiwało 25 275 mieszkańców; język angielski był językiem ojczystym dla 78,4%, francuski dla 20,5% mieszkańców.